# Pilar García Elegido
Pilar García Elegido (Madrid) es una directora de cine española. 

## Trayectoria
Es licenciada en Historia Moderna y Contemporánea, especialista en biblioteconomía y documentación, por la Universidad Complutense de Madrid, donde realizó un máster en producción de cine. Después hizo cursos de animación y cine en la Escuela de San Antonio de los Baños (Cuba). Desde 2003 trabajó como asesora de cine de la Comunidad de Madrid y desde 2004 coordinó la Semana del Cortometraje de la Comunidad de Madrid o la Ventana del Cine Madrileño.
En 2021 estrena su documental Monólogos que se presenta en la 34 semana el festival de Medina del Campo y en la 31 edición del Festival de Cine de Madrid. Ha sido Jurado de la  Semana Internacional de Cine de Valladolid (SEMINCI) y ha pasado por el Skyline Benidorm Film Festival, festival dedicado exclusivamente al mundo del cortometraje
Es miembro de la Academia de las Artes y las Ciencias Cinematográficas, de la asociación de mujeres cineastas(CIMA) y de la Asociación de cine documental (DOCMA).
En el año 2019 recibió un homenaje  en el Palacio de la Prensa de Madrid a toda su trayectoria.

## Filmografía y Premios
- Confluencias, 1997. Goya al mejor cortometraje documental[10]
- Positivo, 2000. Nominada al Goya al mejor cortometraje documental[11]
- Ventanas, 2015. Nominada al Goya al mejor cortometraje documental[12]
- Monólogos, 2021
- En 2019 recibió un Águila de Oro especial en el Aguilar Film Festival.[13]